# Hydropsyche infernalis
Hydropsyche infernalis är en nattsländeart som beskrevs av Schmid 1952. Hydropsyche infernalis ingår i släktet Hydropsyche och familjen ryssjenattsländor. Inga underarter finns listade i Catalogue of Life.